# Ignatiy Sidor
Ignatiy Sidor (tiếng Belarus: Ігнацій Сідар; tiếng Nga: Игнатий Сидор; sinh 21 tháng 8 năm 1998) là một cầu thủ bóng đá Belarus. Tính đến năm 2017, anh thi đấu cho Torpedo-BelAZ Zhodino.